# Gerrit Jan Gorter
Gerrit Jan Gorter (Raalte, 23 juni 1960) is een Nederlands ambtenaar, politicus en bestuurder. Sinds 11 juli 2025 is hij waarnemend burgemeester van Twenterand.

## Vrijwilligerswerk
Gorter is geboren in Raalte, waar hij al op jonge leeftijd als vrijwilliger actief werd binnen het sociaal- en cultureel werk. Hij vervulde vanaf zijn achttiende bestuursfuncties binnen het jeugd- en jongerenwerk en was betrokken bij de organisatie van vele activiteiten, met name voor jongeren.
Als jonge woordvoerder namens onder andere het vrije jeugdwerk, vakantiejeugdwerk en  jongerenfestivals kwam hij met regelmaat tegenover het gemeentebestuur te staan en werd het zaadje geplant voor een toekomstige politieke rol.
Naast de latere bestuurlijke rollen bleef Gorter betrokken bij vrijwilligerswerk. Zo was hij onder andere 12,5 jaar voorzitter van Dansgroep Ralda en ruim 25 jaar betrokken bij de organisatie van het Internationaal Folkloristisch Salland Festival. Daarnaast zong hij 30 jaar lang bij Freedom-Raalte. Van 2015 tot en met 2024 was hij voorzitter van het district Flevoland van Veilig Verkeer Nederland.

## Ambtelijke loopbaan
De ambtelijke carrière van Gorter begon in 1980 bij het Waterschap Salland op de afdeling Beheer. Vervolgens ging hij in 1981 naar de afdeling Bestuurlijke en Juridische Zaken van de gemeente Deventer. Hier werd hij met name betrokken bij de horecavisie van het gemeentebestuur. De horeca verdween in die periode onder andere uit de smalle en overlastgevende Overstraten en “de Brink” werd een representatief horecaplein. Hij bleef de afdeling trouw tot zijn wethoudersbenoeming in april 1994. Na zijn vertrek als wethouder was hij interim-adviseur binnen de publieke sector.

## Politieke loopbaan
Gorter startte zijn politieke carrière in 1986 als lijsttrekker/gemeenteraadslid bij de nieuwe lokale partij Gemeentebelangen Raalte. De eerste vier jaar als voorzitter van een fractie met 2 leden en de tweede periode van een fractie bestaande uit 4 leden. Bij zijn derde ronde als lijsttrekker (1994) groeide de fractie naar 6 leden en werd hij de eerste wethouder van een lokale partij in de gemeente Raalte. Van 1994 tot en met 2000 had hij Openbare Werken, Verkeer & Vervoer, Milieu en P&O in zijn portefeuille. Na de gemeentelijke herindeling met de voormalige gemeente Heino werd hij van 1 januari 2001 tot 1 oktober 2004 wethouder Volkshuisvesting, Ruimtelijke Ordening en Milieu. Als gevolg van een breuk met de coalitiepartner kwam op dat moment na 18 jaar een eind aan zijn politieke carrière in Raalte.
Tijdens zijn wethouderschap (1994 – 2004) zette hij zich ook in voor diverse commissies van de Vereniging van Nederlandse Gemeenten (VNG). Zo was hij lid van het College voor Arbeidszaken, de Verkeerscommissie en de commissie Bouwen & Wonen.

## Burgemeester
Sinds 15 januari 2007 is hij burgemeester van Zeewolde. Gorter is de vijfde burgemeester van Zeewolde. Hij was als burgemeester nimmer lid van een landelijke partij en daarmee een voorloper in burgemeestersland. In de loop van de jaren zijn een aantal artikelen geschreven waaraan hij als “overtuigd lokalo” heeft meegewerkt. Bijvoorbeeld het interview 'Waarom wordt de partijloze burgemeester steeds populairder? en 'Burgemeester worden bereid je goed voor'.
In de jaren dat hij burgemeester van Zeewolde is zie je een duidelijke betrokkenheid bij jeugd- en jongeren. Zo nam hij in 2008 het initiatief voor de oprichting van een jeugdgemeenteraad bestaande uit klassenvertegenwoordigers van de groepen 7 en 8 van de destijds 12 basisscholen. In september 2011 werd met de eerste lichting jeugdbrandweerleden gestart. Beide initiatieven zijn inmiddels niet meer weg te denken. Ook was hij groot voorstander van het binnen de gemeentegrenzen halen van Scouting Nederland. Na de eerste ideeën in 2010, werd uiteindelijk het huidige Scoutinglandgoed gerealiseerd. Dit werd in juni 2015 door koningin Máxima officieel geopend. Inmiddels staat er ook een prachtig Avonturenhuis en werd in 2024 het hoofdkantoor van Scouting Nederland naar Zeewolde verplaatst.
Naast bovengenoemde positieve ontwikkelingen is de burgemeester ook het gezicht van de gemeenschap wanneer het om openbare orde en handhaving gaat. Soms leidde dat tot nationale aandacht zoals bij het eerste nieuwe Asielzoekerscentrum (AZC) tijdens de crisis in 2015 waarbij o.a. Geert Wilders en Tunanan Kuzu een bezoek brachten aan de raad van Zeewolde. Na sluiting van het AZC in 2018 ging deze voorziening in 2023 zonder problemen weer open voor 600 asielzoekers.
Een andere landelijke gebeurtenis met impact op de gemeente en het land was de moord op Anne Faber in 2017. De burgemeester steekt zijn mening rond diverse thema’s niet onder stoelen of banken, zowel op onderwerpen die het ambt raken als: de discussie rond de rechtstreeks gekozen burgemeester en onderwerpen met betrekking tot integriteit en haatberichten. In juli 2024 stond hij in Binnenlands Bestuur nog eens stil bij zijn gevoelens bij een aantal eerdergenoemde onderwerpen.
Op 6 mei 2024 werd aangekondigd dat hij per 15 januari 2025 stopt als burgemeester van Zeewolde. LokaleOmroep Zeewolde maakte een documentaire over burgemeester Gorter met als titel 'Afscheid na 18 jaar in Zeewolde'. De Stentor interviewde Gorter voor het laatst als burgemeester.
Op 11 juli 2025 werd Gorter waarnemend burgemeester van Twenterand. Hij zal in ieder geval waarnemen tot na de gemeenteraadsverkiezingen van 2026.

## Onderscheidingen/waarderingen
In januari 2025 nam Gorter, in een bijzondere raadsvergadering ter gelegenheid van zijn afscheid, de Gouden Kiekendief in ontvangst van Commissaris van de Koning Arjen Gerritsen. De Gouden Kiekendief is een eervolle en de belangrijkste Flevolandse onderscheiding. Hij heeft deze onderscheiding ontvangen voor zijn jarenlange en buitengewone inzet voor de provincie Flevoland en Zeewolde in het bijzonder. Wethouder Helmut Hermans overhandigde namens gemeente Zeewolde een erepenning als dank voor zijn inzet, blijk van erkenning en waardering. Op de erepenning staat 'Bevlogen, onvermoeibaar, verbinder voor Zeewolde' gegraveerd.
In januari 2003 werd hij benoemd tot Ridder in de Orde van Oranje-Nassau. In 2007 werd hij benoemd tot erelid van Gemeentebelangen Raalte.

## Privéleven
Gorter trouwde in 1987 met zijn vrouw, die hij eind jaren 70 binnen het jongerenwerk leerde kennen. Ze werden de ouders van een dochter en een zoon. Zijn echtgenote overleed op 19 juli 2023.